# Karsin
Karsin est un village situé en Pologne. Il est le siège de la gmina Karsin.

## Géographie

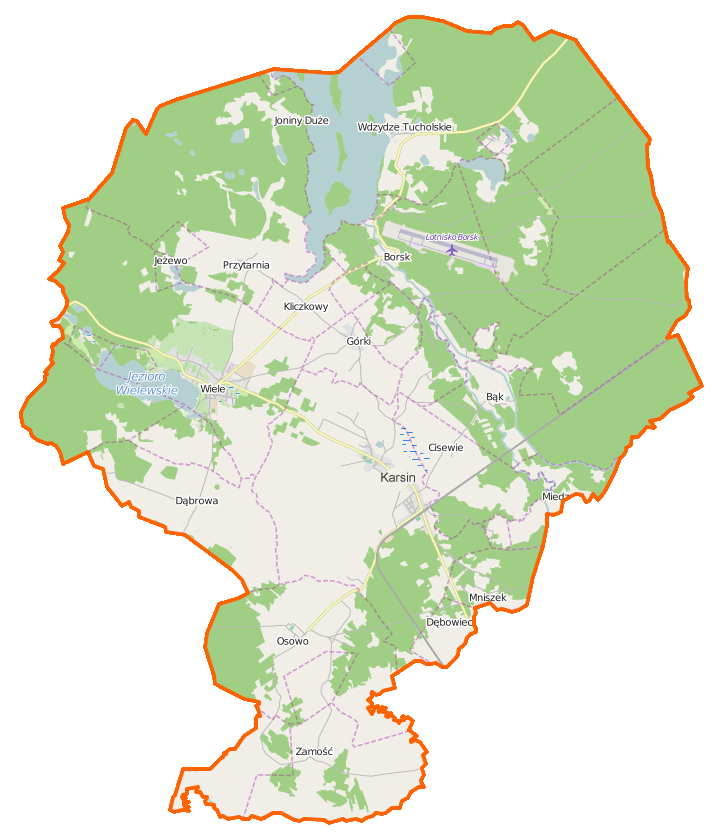
Carte de la gmina de Karsin.

## Démographie
Le village compte 2 200 habitants.